# Perroquet
Perroquet (französisch für Papagei) ist das dritte Soloalbum der Hamburger Rapperin Haiyti. Es erschien am 7. Juni 2019 ausschließlich zum Download über das Major-Label Universal. Am 26. Juli 2019 wurde das Album auch auf Schallplatte, inklusive der Sansibar-EP, veröffentlicht.

## Produktion
Die Lieder des Albums wurden von den Musikproduzenten Macloud, Bobby San, Miksu, AsadJohn, Skool Boy, Maru und Zillin Muzik produziert.

## Covergestaltung
Das Albumcover zeigt eine Aufstellfigur von Haiyti, die ihre Arme hinter dem Kopf verschränkt und weiße Unterwäsche sowie gelbe High Heels trägt. Die Figur treibt auf einer grün-schimmernden Wasseroberfläche. Im oberen Teil des Bildes befinden sich die weißen Schriftzüge Haiyti und Perroquet.

## Gastbeiträge
Lediglich auf zwei Liedern des Albums sind neben Haiyti andere Künstler vertreten. So ist auf Droptop der Rapper Milonair zu hören, während sie auf Tansania mit dem Rapper Lent zusammenarbeitet.

## Titelliste
| #  | Titel                 | Gastmusiker | Produzenten                  | Länge |
| -- | --------------------- | ----------- | ---------------------------- | ----- |
| 1  | Coco Chanel           |             | Macloud                      | 2:50  |
| 2  | Es kostet             |             | Macloud                      | 2:30  |
| 3  | Tansania              | Lent        | Miksu                        | 2:11  |
| 4  | Droptop               | Milonair    | Miksu, Macloud               | 2:39  |
| 5  | Uzi                   |             | Skool Boy, Maru              | 3:02  |
| 6  | Cappuccino in Mailand |             | Zillin Muzik                 | 3:26  |
| 7  | Chatboy               |             | Bobby San, Macloud, AsadJohn | 2:16  |
| 8  | Alles Gucci           |             | Macloud                      | 2:27  |
| 9  | Barkash               |             | Bobby San                    | 2:45  |
| 10 | Pyro                  |             | Maru, Skool Boy              | 2:19  |

Sansibar-EP der Schallplatten-Version
| # | Titel          | Länge |
| - | -------------- | ----- |
| 1 | Kein Empfang   | 1:55  |
| 2 | Sansibar       | 3:05  |
| 3 | Blind vor Geld | 2:26  |
| 4 | Mann aus Eis   | 3:08  |
| 5 | Trippy         | 3:35  |

## Singles
Am 5. April 2019 erschien die erste Single Chatboy zum Download und eine Woche später folgte mit Barkash die zweite Auskopplung. Die dritte Single Alles Gucci wurde am 10. Mai veröffentlicht, gefolgt von dem Song Es kostet am 24. Mai 2019. Zu den Liedern Chatboy und Alles Gucci wurden auch Musikvideos gedreht. Am 16. Juni erschien zudem ein Video zu Coco Chanel und am 28. Juni 2019 wurde mit Mann aus Eis die erste Single der Sansibar-EP veröffentlicht, bevor am 12. Juli Blind vor Geld folgte. Ein weiteres Musikvideo zu Sansibar erschien am 26. Juli 2019.

## Rezeption
| Professionelle Bewertungen | Professionelle Bewertungen |
| -------------------------- | -------------------------- |
| Kritiken                   |                            |
| Quelle                     | Bewertung                  |
| laut.de                    | [ 2 ]                      |

Anastasia Hartleib von laut.de bewertete das Album mit drei von möglichen fünf Punkten. Perroquet wirke „inhaltlich leerer als sonst“ und „die Texte wie eine Aneinanderreihung von sinnbefreitem Konsum.“ Dagegen nutze Haiyti „den Raum, den die kühlen Produktionen lassen und experimentiert mit ihrem Flow.“ Insgesamt hinterlasse das Album „den Eindruck, dass Haiyti sich nicht ganz sicher ist, wie sie in Zukunft klingen will.“
Für Jakob Zimmermann von MZEE sticht das Album hingegen aus der Reihe von Alben hervor. Haiyti bewege sich „gekonnt zwischen Gangsterrap und Fashion Week“, ohne sich dabei zu ernst zu nehmen. Für Zimmermann wirkt Perroquet „in sich geschlossen und fehlerlos“ wie kaum ein anderes Album der Rapperin. Der Redakteur geht hier auch positiv auf die Produzenten der Platte ein, die „für ein enormes Qualitätslevel“ sorgten.